# Back to Basics
Back to Basics – piąty album studyjny amerykańskiej wokalistki Christiny Aguilery, wydany 10 sierpnia 2006 roku nakładem RCA Records. Jest to wydawnictwo dwupłytowe, na którym znalazły się łącznie dwadzieścia dwie piosenki. Aguilera jest producentką wykonawczą płyty; pracując nad jej powstaniem kolaborowała między innymi z DJ Premierem, Richem Harrisonem, Lindą Perry, Robem Lewisem i Markiem Ronsonem. Krążek nagrywano począwszy od stycznia 2005 roku aż do kwietnia 2006.
Zainspirowana twórczością swych idoli – Billie Holiday, Etty James, Otisa Reddinga i Elli Fitzgerald, Aguilera postanowiła tchnąć w zawarty na albumie materiał ducha old-schoolowego jazzu, bluesa i soulu. Choć nagrany w tradycji muzyki lat 20., 30. i 40. XX wieku, Back to Basics charakteryzuje się jednocześnie współczesną produkcją muzyczną; balansuje na pograniczu popu i R&B. Charakterystycznym zabiegiem podczas nagrywania albumu było samplowanie; w singlowym utworze „Candyman” wykorzystano choćby przyśpiewkę Tarzan & Jane Swingin’ on a Vine. Album, natchniony wydarzeniami z życia Aguilery, w tym jej małżeństwem z Jordanem Bratmanem, okazał się przebojem komercyjnym, a także spotkał się z dużym powodzeniem artystycznym i uchodzi za jedno z najbardziej udanych dzieł Aguilery. Zajął miejsce pierwsze listy Billboard 200, plasował się też na szczytach notowań hitów wydawniczych w takich krajach, jak Australia, Japonia, Kanada, Niemcy, Rosja i Wielka Brytania.
Promując album, Aguilery przyjęła alter ego Baby Jane, pochodzące od imienia bohaterki thrillera Co się zdarzyło Baby Jane? (1962). Jej image uległ zmianie; ubiorem i makijażem artystka imitowała styl gwiazd złotej ery Hollywood. By nagłośnić wydanie Back to Basics i pochodzących z niego singli wokalistka występowała w programach telewizyjnych oraz na galach takich jak MTV Movie Awards 2006 i MTV Video Music Awards '06. W listopadzie 2006 Aguilery ruszyła w blisko dwuletnią, światową trasę koncertową Back to Basics Tour. Album promowany był przez trzy single międzynarodowe („Ain’t No Other Man”, „Hurt” i „Candyman”) oraz dwa wydane w rejonach wyselekcjonowanych („Slow Down Baby”, „Oh Mother”).
W czerwcu 2008 magazyn Entertainment Weekly ogłosił listę stu najlepszych albumów muzycznych minionych dwudziestu pięciu lat; Back to Basics zajął na niej miejsce #80.

## Informacje o albumie
Nagrywanie albumu Christina Aguilera rozpoczęła styczniem 2005 roku, a zakończyła dopiero w kwietniu 2006, sam krążek realizowany był jako kontynuacja czwartego albumu studyjnego wokalistki Stripped (2002). Aguilera chciała wnieść w swoją dotychczasową karierę płytę niezwykłą i wizjonerską, jej celem było także rozwijanie siebie jako artystki, dlatego też stworzyła album pod względem gatunkowym zupełnie inny niż utrzymany w klimacie muzyki urban i R&B Stripped. Album powstał między innymi we współpracy z DJ Premierem. W momencie jego realizacji popularne amerykańskie wokalistki – Nelly Furtado, Beyoncé czy Janet Jackson – wolały tworzyć muzykę w towarzystwie tak wziętych producentów, jak Timbaland lub duet The Neptunes. W wywiadzie dla magazynu Blender Aguilera uzasadniła swój wybór: „Podjęłam świadomą decyzję; chciałam stworzyć płytę, która nie będzie brzmiała, jak inne. Po pewnym czasie, kiedy wielcy producenci płyną z prądem, wszystko zaczyna brzmieć tak samo. Ci ludzie są takimi pracoholikami, że tworzą nagrania na płytach każdego. A twórczość na tym cierpi.”
W etapie produkcyjnym inspiracją dla piosenkarki był rhythm and blues doby lat 90., a także wybitni artyści, jak Billie Holiday, Otis Redding, Marvin Gaye, Etta James oraz Ella Fitzgerald. Z twórczością tychże wokalistka styczność miała już jako dziecko, wówczas matka Aguilery zapoznawała ją z muzyką bluesową, soulem i jazzem. Piosenkarka tymi gatunkami określiła finalny efekt swych prac oraz uznała go za „muzykę lat 20., 30. i 40. z modernistycznymi akcentami”.
Utwory na dwóch krążkach CD różnią się od siebie stylem. Inauguracyjny dysk to powrót do muzyki pierwszej połowy XX wieku. Znajdują się na nim piosenki popowe z silnymi elementami jazzu i bluesa, utrzymane paradoksalnie w konwencji współczesnej muzyki popularnej oraz wyprodukowane przez muzyków zorientowanych w dzisiejszym popie czy hip-hopie. Większość z trzynastu kompozycji z krążka #1 sampluje linie melodyczne innych utworów muzycznych. Drugi krążek charakteryzuje się autentycznym, surowym dźwiękiem soulowym, a w utworach nie jest w większości stosowany zabieg samplingu (wyjątek stanowi jedynie „Candyman”). Retro na tym dysku obfituje w nawiązania do cyrku w latach 20.
Za wiarygodną replikację starego stylu na albumie Back to Basics Christina Aguilera jest często chwalona przez krytyków.

## Przyjęcie

### Opinie
Pod koniec 2006 magazyn The Village Voice umieścił Back to Basics w zestawieniu najlepszych albumów muzycznych roku. Dwa lata później pismo Entertainment Weekly ogłosiło skompilowaną przez siebie listę najważniejszych płyt minionego ćwierćwiecza. Back to Basics wskazano jako osiemdziesiąty najlepszy krążek lat 1983–2008 i okrzyknięto go mianem „współczesnego klasyku”. Dziennikarz Robert Dimery oraz Michael Lydon, jeden z redaktorów czasopisma Rolling Stone, wymienili płytę Aguilery jako jeden z albumów, które „trzeba usłyszeć przed śmiercią”. W swojej książce 1001 Albumów Muzycznych. Historia Muzyki Rozrywkowej Dimery i Lydon napisali: „'Zabawny’ i ‘funkowy’ są terminami rzadko dającymi się zastosować w stosunku do artystów odkrywających na nowo swoje korzenie lub potwierdzających, kto miał na nich wpływ. Z pogardą do konwencji, która sprawiła, że wyglądała jak naturalna spadkobierczyni Madonny, Christina stworzyła ambitny album, w którym jest i jedno i drugie. (...) Back to Basics jest doświadczeniem, którego trzeba spróbować.” W lipcu 2016 redaktorzy witryny popheart.pl uznali Back to Basics za jeden z „30 powodów, dla których słuchacze kochają muzykę pop z roku 2006”.

### Sprzedaż
W ciągu pierwszego tygodnia od wydania Back to Basics uplasował się na szczycie list przebojów albumowych w czternastu państwach i regionach świata (Wielka Brytania, Kanada, Japonia, Niemcy, Australia, Irlandia, Szwajcaria, Austria, Holandia, Hongkong, Korea Południowa, Singapur, Tajlandia, Tajwan), a także debiutował w czołowej piątce oficjalnych notowań w Nowej Zelandii, Włoszech, Szwecji, Norwegii, Meksyku i Danii. W niespełna miesiąc od premiery sprzedano ponad 2,5 mln kopii albumu na całym świecie. W Stanach Zjednoczonych, przy sprzedaży trzystu czterdziestu sześciu tysięcy kopii w pierwszym tygodniu od premiery, krążek zadebiutował na pozycji pierwszej zestawienia Billboard 200. Był to najlepszy wynik sprzedażowy żeńskiej artystki od początku 2006 roku oraz najlepszy wynik Aguilery zanotowany przez organizację Nielsen SoundScan. Na liście Billboard 200 album spędził czterdzieści cztery tygodnie; jako ostatnie objął miejsce 164. W latach 2006 i 2007 Back to Basics lokował się na listach końcowo rocznych tego zestawienia, kolejno na pozycjach #59 i #73. W innym notowaniu Billboardu, Top R&B/Hip-Hop Albums, pojawił się po raz pierwszy na miejscu drugim, a na liście utrzymał swoją obecność przez czterdzieści sześć tygodni. Back to Basics zajął też pierwsze miejsce w czterech innych notowaniach magazynu Billboard: R&B Overall Albums, Digital Albums, Mass Merchant Chart oraz Internet Albums Chart. Stowarzyszenie Recording Industry Association of America (RIAA) wyróżniło album statusem podwójnej platyny za sprzedaż ponad dwóch milionów egzemplarzy. W Kanadzie krążek debiutował z pozycji numer 1 notowania Canadian Albums Chart. Organizacja Music Canada przyznała płycie status potrójnej platyny. Na terenie Kanady wyprzedano trzysta tysięcy kopii albumu.
W Wielkiej Brytanii Back to Basics został pierwszym krążkiem Aguilery, który uplasował się na szczycie listy UK Albums Chart. Stowarzyszenie British Phonographic Industry (BPI) nagrodziła album statusem platyny przy sprzedaży ponad połowy miliona egzemplarzy. W 2006 i 2007 roku krążek lokował się na końcoworocznych listach UK Albums Chart, kolejno na pozycjach #56 i #127. W Polsce, na liście ZPAV, album zajął jako najwyższe miejsce dziewiąte, notując duży skok – z pozycji 49.
W Indonezji krążek spędził w sumie pięćdziesiąt osiem tygodni na liście LIMA Top 50 Albums oraz został odznaczony pięciokrotną platyną.
W 2013 roku były CEO wytwórni RCA Music Group, Clive Davis, oszacował, że na całym świecie wyprzedano pięć milionów egzemplarzy albumu. W 2006 płyta znalazła się na piętnastej pozycji najlepiej sprzedających się wydawnictw muzycznych roku.

## Single
W okresie blisko półtora roku od momentu premiery albumu Back to Basics krążek promowano oficjalnie pięcioma singlami.
Pierwszy z nich, wydany czerwcem 2006 „Ain’t No Other Man”, osiągnął wielkie sukcesy na światowych listach przebojów i spotkał się z pozytywnym przyjęciem krytyki. Utwór uznany został za tzw. „comeback single”, którym Aguilera z powodzeniem powróciła do branży muzycznej po krótkiej nieobecności w mediach. Objął pozycje w Top 10 między innymi oficjalnych notowań Stanów Zjednoczonych, Wielkiej Brytanii, Australii i Kanady.
Na drugi singel obrano balladę „Hurt”, wydaną w połowie września 2006. Singel powtórzył sukces artystyczny swojego poprzednika, lecz – w przeciwieństwie do „Ain’t No Other Man” – nie odniósł ogólnoświatowego triumfu na listach przebojów, plasując się na wysokich pozycjach zestawień europejskich, a obejmując zaledwie dziewiętnaste miejsce notowania USA Billboard Hot 100. W Stanach Zjednoczonych utworowi przyznano ostatecznie status złotego singla.
Kolejnym singlem został „Candyman”. Premiera kompozycji odbyła się późnym lutym 2007 roku. Podobnie, jak „Hurt”, uzyskała ona certyfikat złota w Stanach Zjednoczonych, gdzie objęła pozycję #25. W pozostałych regionach świata utwór okazał się umiarkowanym przebojem; szczególnym powodzeniem cieszył się w krajach Oceanii (miejsca #2 w Australii i Nowej Zelandii).
„Candyman” był finalnym singlem promowanym ogólnoświatowo. Jako czwarty z albumu Back to Basics wydany został utwór „Slow Down Baby” (lipiec 2007), który trafił jedynie na rynki muzyczne Australii i Oceanii oraz poszczególnych krajów azjatyckich. Na piąty singel wybrano rhytmandbluesowy „Oh Mother” (listopad 2007), promowany w wyselekcjonowanych państwach Europy. Ponadto, akustyczna ballada „Save Me from Myself” posłużyła za promocyjny, wąsko dystrybuowany singel DVD wyłącznie w Stanach Zjednoczonych.
Utwór „Without You”, choć niewydany na singlu, zajął miejsce 35. notowania ARIA Digital Track Chart.

## Lista utworów
| Dysk #1 | Dysk #1                                         | Dysk #1 | Dysk #1                   | Dysk #1 |
| Nr      | Tytuł utworu                                    | Autor | Producent                 | Długość |
| ------- | ----------------------------------------------- | --- | ------------------------- | ------- |
| 1.      | „Intro” (Back to Basics)                        | Christina Aguilera, Chris E. Martin, Kara DioGuardi, Roy Hawkins, Rick Darnell                                                                              | DJ Premier                | 1:47    |
| 2.      | „Makes Me Wanna Pray” (featuring Steve Winwood) | Aguilera, Rich Harrison, Steve Winwood, DioGuardi | Rich Harrison             | 4:10    |
| 3.      | „Back in the Day”                               | Aguilera, Don Costa, Jimmy Castor, Harry Jensen, Martin, Langdon Fridle Jr., Douglas Gibson, Robert Manigault, Gerald Thomas, DioGuardi                     | DJ Premier                | 4:13    |
| 4.      | „Ain’t No Other Man”                            | Aguilera, Harold Beatty, Martin, Charles Roane, DioGuardi                                                                                                   | DJ Premier, Charles Roane | 3:49    |
| 5.      | „Understand”                                    | Aguilera, Kwamé Holland, Allen Toussaint, DioGuardi | Kwamé                     | 3:46    |
| 6.      | „Slow Down Baby”                                | Aguilera, Mark Ronson, Curtis Jackson, Raymond Angry, William Guest, Edward Patton, Gladys Knight, Marvin Bernard, Michael Harper, Merald Knight, DioGuardi | Mark Ronson               | 3:29    |
| 7.      | „Oh Mother”                                     | Aguilera, Bruno Coulais, Christophe Barratier, Derryck Thornton, Mark Rankin, Liz Thornton, DioGuardi                                                       | Big Tank, Q               | 3:46    |
| 8.      | „F.U.S.S.”                                      | Aguilera, Roane, DioGuardi | Roane                     | 2:21    |
| 9.      | „On Our Way”                                    | Aguilera, D. Thornton, Rankin, L. Thornton, DioGuardi | Big Tank, Q, L Boogie     | 3:36    |
| 10.     | „Without You”                                   | Aguilera, Ronson, Rob Lewis, DioGuardi | Ronson                    | 3:56    |
| 11.     | „Still Dirrty”                                  | Aguilera, Martin, DioGuardi | DJ Premier                | 3:46    |
| 12.     | „Here to Stay”                                  | Aguilera, Heather Holley, Tony Reyes, Ben H. Allen, George Henry Jackson                                                                                    | Tony Reyes, Ben H. Allen  | 3:19    |
| 13.     | „Thank You (Dedication to Fans...)”             | Aguilera, Steve Kipner, David Frank, Pamela Sheyne, Martin, DioGuardi                                                                                       | DJ Premier                | 4:59    |
|         |                                                 | |                           | 46:57   |

| Dysk #2 | Dysk #2                                                                | Dysk #2                           | Dysk #2     | Dysk #2 |
| Nr      | Tytuł utworu                                                           | Autor                             | Producent   | Długość |
| ------- | ---------------------------------------------------------------------- | --------------------------------- | ----------- | ------- |
| 1.      | „Enter the Circus” (w wykonaniu Lindy Perry)                           | Aguilera, Linda Perry             | Linda Perry | 1:42    |
| 2.      | „Welcome”                                                              | Aguilera, Perry, Ronson, Paul Ill | Perry       | 2:42    |
| 3.      | „Candyman”                                                             | Aguilera, Perry                   | Perry       | 3:14    |
| 4.      | „Nasty Naughty Boy”                                                    | Aguilera, Perry                   | Perry       | 4:45    |
| 5.      | „I Got Trouble”                                                        | Aguilera, Perry                   | Perry       | 3:42    |
| 6.      | „Hurt”                                                                 | Aguilera, Perry, Ronson           | Perry       | 4:03    |
| 7.      | „Mercy on Me”                                                          | Aguilera, Perry                   | Perry       | 4:33    |
| 8.      | „Save Me from Myself”                                                  | Aguilera, Perry, Bill Bottrell    | Perry       | 3:13    |
| 9.      | „The Right Man”                                                        | Aguilera, Perry                   | Perry       | 3:51    |
| 10.     | „Back to Basics” (Bonus Video; proces tworzenia albumu Back to Basics) |                                   |             | 10:07   |
|         |                                                                        |                                   |             | 41:52   |

## Pozycje na listach przebojów
| Kraj/region              | Notowanie (2006)             | Wydawca              | Najwyższa pozycja |
| ------------------------ | ---------------------------- | -------------------- | ----------------- |
| Argentyna                | Top 100 Albums               | CAPIF                | 3                 |
| Australia                | Top 100 Albums               | ARIA Charts          | 1                 |
| Austria                  | Top 100 Albums               | Ö3 Austria Top 40    | 1                 |
| Belgia (Flandria)        | Top 50 Albums                | Ultratop             | 2                 |
| Belgia (Region Waloński) | Top 50 Albums                | Ultratop             | 4                 |
| Czechy                   | Top 50 Albums                | IFPI                 | 4                 |
| Dania                    | Top 40 Albums                | Tracklisten          | 2                 |
| Estonia                  | Official Albums Chart        | IFPI                 | 2                 |
| Europa                   | Top 100 Albums               | Billboard            | 1                 |
| Filipiny                 | Official Albums Chart        | PARI                 | 12                |
| Filipiny                 | Top 100 Pop Albums           | PARI                 | 1                 |
| Finlandia                | Top 50 Albums                | ÄKT                  | 6                 |
| Francja                  | Top 200 Albums               | SNEP                 | 10                |
| Grecja                   | Top 50 International Albums  | ΕΕΠΗ                 | 2                 |
| Grecja                   | Top 50 Main Albums           | ΕΕΠΗ                 | 5                 |
| Hiszpania                | Top 100 Albums               | PROMUSICAE           | 5                 |
| Holandia                 | Top 100 Albums               | MegaCharts           | 1                 |
| Hongkong                 | Official Albums Chart        | IFPI                 | 1                 |
| Indonezja                | Top 50 Albums                | LIMA                 | 1                 |
| Irlandia                 | Top 100 Albums               | IRMA                 | 1                 |
| Japonia                  | Top 100 International Albums | Oricon               | 1                 |
| Japonia                  | Top 100 Main Albums          | Oricon               | 7                 |
| Kanada                   | Top 200 Albums               | Jam! Canoe/Billboard | 1                 |
| Korea Południowa         | Top 100 Albums               | Gaon Chart           | 1                 |
| Meksyk                   | Top 100 Albums               | AMPROFON             | 2                 |
| Niemcy                   | Top 100 Albums               | Media Control Charts | 1                 |
| Norwegia                 | Top 40 Albums                | VG-lista             | 4                 |
| Nowa Zelandia            | Top 40 Albums                | RIANZ                | 2                 |
| Polska                   | Top 100 Albums               | ZPAV                 | 9                 |
| Rosja                    | Top 25 Albums                | 2M                   | 1                 |
| Singapur                 | Official Albums Chart        | IFPI                 | 1                 |
| Stany Zjednoczone        | Billboard 200                | Billboard            | 1                 |
| Stany Zjednoczone        | Top Internet Albums          | Billboard            | 1                 |
| Stany Zjednoczone        | Top R&B/Hip-Hop Albums       | Billboard            | 2                 |
| Szwajcaria               | Top 100 Albums               | Schweizer Hitparade  | 1                 |
| Szwecja                  | Top 60 Albums                | Sverigetopplistan    | 2                 |
| Świat                    | Worldwide Albums Chart       | Media Traffic        | 1                 |
| Tajlandia                | Official Albums Chart        | IFPI                 | 1                 |
| Tajwan                   | Top 20 Albums                | Five Music           | 1                 |
| Tajwan                   | Top 100 International Albums | RIT                  | 1                 |
| Tajwan                   | Top 100 Main Albums          | RIT                  | 1                 |
| Tajwan                   | Top Western Weekly Albums    | KKBox                | 1                 |
| Walia                    | Top 75 Albums                | OCC                  | 1                 |
| Wenezuela                | Top 40 Albums                | Recordland           | 2                 |
| Węgry                    | Top 40 Albums                | MAHASZ               | 3                 |
| Wielka Brytania          | Top 200 Albums               | OCC                  | 1                 |
| Włochy                   | Top 100 Albums               | FIMI                 | 3                 |

### Certyfikaty
| Kraj/region | Wydawca           | Certyfikat |
| ----------- | ----------------- | ---------- |
| Australia   | ARIA              | 2x platyna |
| Austria     | IFPI              | złoto      |
| Belgia      | IFPI              | platyna    |
| Brazylia    | Pro-Música Brasil | złoto      |
| Czechy      | IFPI              | złoto      |
| Europa      | IFPI              | platyna    |
| Francja     | SNEP              | złoto      |
| Holandia    | NVPI              | złoto      |
| Indonezja   | IFPI              | 5x platyna |
| Irlandia    | IRMA              | 3x platyna |
| Japonia     | RIAJ              | złoto      |
| Kanada      | Music Canada      | 3x platyna |

| Kraj/region       | Wydawca | Certyfikat |
| ----------------- | ------- | ---------- |
| Niemcy            | IFPI    | platyna    |
| Nowa Zelandia     | RIANZ   | platyna    |
| Polska            | ZPAV    | złoto      |
| Rosja             | 2M      | 5x platyna |
| Stany Zjednoczone | RIAA    | platyna    |
| Szwajcaria        | IFPI    | platyna    |
| Węgry             | MAHASZ  | platyna    |
| Wielka Brytania   | BPI     | platyna    |
| Włochy            | FIMI    | platyna    |

## Nagrody i wyróżnienia

### 2006
| Ceremonia                   | Nagroda                     | Rezultat  |
| --------------------------- | --------------------------- | --------- |
| iTunes Awards               | Album roku – muzyka pop     | Wygrana   |
| Z100's Music Awards         | Najlepszy album             | Wygrana   |
| Cyprus Music Academy Awards | Album roku                  | Wygrana   |
| Rockbjörnen                 | Najlepszy zagraniczny album | Nominacja |

### 2007
| Ceremonia           | Nagroda                           | Rezultat  |
| ------------------- | --------------------------------- | --------- |
| Grammy Awards       | Best Pop Vocal Album              | Nominacja |
| Grammy Awards       | Best Female Pop Vocal Performance | Wygrana   |
| Brit Awards         | Wokalistka roku – świat           | Nominacja |
| Daily Mirror London | Album roku                        | Wygrana   |
| NRJ Music Awards    | Album roku – świat                | Wygrana   |
| NRJ Music Awards    | Wokalistka roku – świat           | Wygrana   |

## Daty wydania
| Państwo           | Data             |
| ----------------- | ---------------- |
| Polska            | 10 sierpnia 2006 |
| Niemcy            | 11 sierpnia 2006 |
| Włochy            | 11 sierpnia 2006 |
| Holandia          | 12 sierpnia 2006 |
| Australia         | 12 sierpnia 2006 |
| Dania             | 14 sierpnia 2006 |
| Francja           | 14 sierpnia 2006 |
| Hongkong          | 14 sierpnia 2006 |
| Szwecja           | 14 sierpnia 2006 |
| Wielka Brytania   | 14 sierpnia 2006 |
| Stany Zjednoczone | 15 sierpnia 2006 |
| Japonia           | 15 sierpnia 2006 |
| Kanada            | 15 sierpnia 2006 |
| Brazylia          | 19 sierpnia 2006 |